# Азарьин, Симон
Симон Азарьин (в миру Савва Леонтьев, сын Азарьин; ум. 1665) — русский писатель XVII века. Келейник (1625—1631), казначей (1634—1645) и келарь (1645—1653) Троице-Сергиева монастыря.

## Биография
Дата рождения Саввы Азарьина неизвестна. До 1624 года он был слугой (доверенным лицом) княжны Ирины Мстиславской, а затем постригся в монахи, приняв имя Симона. В 1625 году стал келейником архимандрита Дионисия, придававшего большое значение книгописанию и пополнению монастырской библиотеки. В 1630—1631 годах был казначеем келейной казны патриарха Филарета в Москве. По возвращении в Троице-Сергиев монастырь стал его казначеем (1634—1645), а впоследствии — келарем (1645—1653).
Около 1640 года Симон Азарьин принялся за собирание и списывание рукописей, число которых было довольно значительно; затем по поручению царя Алексея Михайловича подготовил к печати «Житие преподобного Сергия», составленное Епифанием и дополненное Пахомием, подновив его слог и прибавив несколько рассказов о чудесах, совершенных в XV — XVII вв. «Житие» было напечатано в 1647 году, но печатники поместили в нём далеко не все дополнения Симона Азарьина. В 1653 году он восстановил первоначальный вид своего «Сказания о чудесах» и прибавил к нему обширное «Предисловие», в котором изложил свои мысли о значении Сергиевой обители и сделал несколько любопытных замечаний относительно истории «Жития» её основателя. «Предисловие» напечатано во «Временнике Московского общества истории и др. росс.» (кн. X, 1851 г.), «Сказание», или «Книга о чудесах преп. Сергия» — в 1888 году, в «Памятниках древней письменности и искусства», № 70. Здесь же напечатаны его «Повесть о разорении московского государства и всея Российския земли» и «канон»; митрополитам Петру, Алексию и Ионе.
Около 1653 года Симон составил «Житие» архимандрита Дионисия и канон ему.
Как биограф, он стоит значительно выше современных ему писателей; весьма начитанный, он критически относился к источникам, помещал в приложениях некоторые документы; его изложение отличается правильностью и ясностью, хотя и не свободно от тогдашней витиеватости.